# Popis osvajačica medalja u plivanju na OI
Ovo je popis osvjačica medalja na Ljetnim olimpijskim igrama u plivanju. Popis je poredan po disciplinama gdje su u prvom dijelu navedene one koje se još i danas održavaju, a u drugom dijelu one koje su se održavale.

## Današnja natjecanja

### Slobodni stil

#### 50 m slobodno
| Olimpijada         | Zlato               | Srebro                 | Bronca                      |
| ------------------ | ------------------- | ---------------------- | --------------------------- |
| OI Seoul 1988.     | Kristin Otto        | Yang Wenyi             | Katrin Meißner Jill Sterkel |
| OI Barcelona 1992. | Yang Wenyi          | Yong Zhuang            | Angel Martino               |
| OI Atlanta 1996.   | Amy van Dyken       | Le Jingyi              | Sandra Völker               |
| OI Sydney 2000.    | Inge de Bruijn      | Therese Alshammar      | Dara Torres                 |
| OI Atena 2004.     | Inge de Bruijn      | Malia Metella          | Lisbeth Lenton              |
| OI Peking 2008.    | Britta Steffen      | Dara Torres            | Cate Campbell               |
| OI London 2012.    | Ranomi Kromowidjojo | Aleksandra Gerasimenya | Marleen Veldhuis            |

#### 100 m slobodno
| Olimpijada             | Zlato                             | Srebro                 | Bronca                     |
| ---------------------- | --------------------------------- | ---------------------- | -------------------------- |
| OI Stockholm 1912.     | Fanny Durack                      | Wilhelmina Wylie       | Jennie Fletcher            |
| OI Antwerpen 1920.     | Ethelda Bleibtrey                 | Irene Guest            | Frances Schroth            |
| OI Pariz 1924.         | Ethel Lackie                      | Mariechen Wehselau     | Gertrude Ederle            |
| OI Amsterdam 1928.     | Albina Osipowich                  | Eleanor Saville        | Margaret Cooper            |
| OI Los Angeles 1932.   | Helene Madison                    | Willy den Ouden        | Eleanor Saville            |
| OI Berlin 1936.        | Hendrika Mastenbroek              | Jeannette Campbell     | Gisela Arendt              |
| OI London 1948.        | Greta Andersen                    | Ann Curtis             | Marie-Louise Linssen       |
| OI Helsinki 1952.      | Katalin Szőke                     | Johanna Termeulen      | Judit Temes                |
| OI Melbourne 1956.     | Dawn Fraser                       | Lorraine Crapp         | Faith Leech                |
| OI Rim 1960.           | Dawn Fraser                       | Christina von Saltza   | Nathalie Steward           |
| OI Tokio 1964.         | Dawn Fraser                       | Sharon Stouder         | Kathleen Ellis             |
| OI Ciudad Mexico 1968. | Jan Henne                         | Susan Pedersen         | Linda Gustavson            |
| OI München 1972.       | Sandra Neilson                    | Shirley Babashoff      | Shane Gould                |
| OI Montreal 1976.      | Kornelia Ender                    | Petra Priemer          | Enith Brigitha             |
| OI Moskva 1980.        | Barbara Krause                    | Caren Metschuck        | Ines Diers                 |
| OI Los Angeles 1984.   | Carrie Steinseifer Nancy Hogshead | -                      | Annemarie Verstappen       |
| OI Seoul 1988.         | Kristin Otto                      | Yong Zhuang            | Catherine Plewinski        |
| OI Barcelona 1992.     | Yong Zhuang                       | Jenny Thompson         | Franziska van Almsick      |
| OI Atlanta 1996.       | Le Jingyi                         | Sandra Völker          | Angel Martino              |
| OI Sydney 2000.        | Inge de Bruijn                    | Therese Alshammar      | Jenny Thompson Dara Torres |
| OI Atena 2004.         | Jodie Henry                       | Inge de Bruijn         | Natalie Coughlin           |
| OI Peking 2008.        | Britta Steffen                    | Lisbeth Trickett       | Natalie Coughlin           |
| OI London 2012.        | Ranomi Kromowidjojo               | Aleksandra Gerasimenya | Tang Yi                    |

#### 200 m slobodno
| Olimpijada             | Zlato               | Srebro                | Bronca               |
| ---------------------- | ------------------- | --------------------- | -------------------- |
| OI Ciudad Mexico 1968. | Debbie Meyer        | Jan Henne             | Jane Barkman         |
| OI München 1972.       | Shane Gould         | Shirley Babashoff     | Keena Rothhammer     |
| OI Montreal 1976.      | Kornelia Ender      | Shirley Babashoff     | Enith Brigitha       |
| OI Moskva 1980.        | Barbara Krause      | Ines Diers            | Carmela Schmidt      |
| OI Los Angeles 1984.   | Mary Wayte          | Cynthia Woodhead      | Annemarie Verstappen |
| OI Seoul 1988.         | Heike Friedrich     | Silvia Poll           | Manuela Stellmach    |
| OI Barcelona 1992.     | Nicole Haislett     | Franziska van Almsick | Kerstin Kielgaß      |
| OI Atlanta 1996.       | Claudia Poll        | Franziska van Almsick | Dagmar Hase          |
| OI Sydney 2000.        | Susie O’Neill       | Martina Moravcová     | Claudia Poll         |
| OI Atena 2004.         | Camelia Potec       | Federica Pellegrini   | Solenne Figuès       |
| OI Peking 2008.        | Federica Pellegrini | Sara Isakovič         | Jiaying Pang         |
| OI London 2012.        | Allison Schmitt     | Camille Muffat        | Bronte Barratt       |

#### 400 m slobodno
| Olimpijada             | Zlato                | Srebro             | Bronca              |
| ---------------------- | -------------------- | ------------------ | ------------------- |
| OI Pariz 1924.         | Martha Norelius      | Helen Wainwright   | Gertrude Ederle     |
| OI Amsterdam 1928.     | Martha Norelius      | Marie Braun        | Josephine McKim     |
| OI Los Angeles 1932.   | Helene Madison       | Lenore Kight       | Jenny Maakal        |
| OI Berlin 1936.        | Hendrika Mastenbroek | Ragnhild Hveger    | Lenore Kight        |
| OI London 1948.        | Ann Curtis           | Karen Harup        | Catherine Gibson    |
| OI Helsinki 1952.      | Valéria Gyenge       | Éva Novák          | Evelyn Kawamoto     |
| OI Melbourne 1956.     | Lorraine Crapp       | Dawn Fraser        | Sylvia Ruuska       |
| OI Rim 1960.           | Christina von Saltza | Jane Cederqvist    | Catharina Lagerberg |
| OI Tokio 1964.         | Virginia Duenkel     | Marilyn Ramenofsky | Terri Stickles      |
| OI Ciudad Mexico 1968. | Debbie Meyer         | Linda Gustavson    | Karen Moras         |
| OI München 1972.       | Shane Gould          | Novella Calligaris | Gudrun Wegner       |
| OI Montreal 1976.      | Petra Thümer         | Shirley Babashoff  | Shannon Smith       |
| OI Moskva 1980.        | Ines Diers           | Petra Schneider    | Carmela Schmidt     |
| OI Los Angeles 1984.   | Tiffany Cohen        | Sarah Hardcastle   | June Croft          |
| OI Seoul 1988.         | Janet Evans          | Heike Friedrich    | Anke Möhring        |
| OI Barcelona 1992.     | Dagmar Hase          | Janet Evans        | Hayley Lewis        |
| OI Atlanta 1996.       | Michelle Smith       | Dagmar Hase        | Kirsten Vlieghuis   |
| OI Sydney 2000.        | Brooke Bennett       | Diana Munz         | Claudia Poll        |
| OI Atena 2004.         | Laure Manaudou       | Otylia Jędrzejczak | Kaitlin Sandeno     |
| OI Peking 2008.        | Rebecca Adlington    | Katie Hoff         | Joanne Jackson      |
| OI London 2012.        | Camille Muffat       | Allison Schmitt    | Rebecca Adlington   |

#### 800 m slobodno
| Olimpijada             | Zlato             | Srebro                 | Bronca               |
| ---------------------- | ----------------- | ---------------------- | -------------------- |
| OI Ciudad Mexico 1968. | Debbie Meyer      | Pamela Kruse           | María Teresa Ramírez |
| OI München 1972.       | Keena Rothhammer  | Shane Gould            | Novella Calligaris   |
| OI Montreal 1976.      | Petra Thümer      | Shirley Babashoff      | Wendy Weinberg       |
| OI Moskva 1980.        | Michelle Ford     | Ines Diers             | Heike Dähne          |
| OI Los Angeles 1984.   | Tiffany Cohen     | Michele Richardson     | Sarah Hardcastle     |
| OI Seoul 1988.         | Janet Evans       | Astrid Strauß          | Julie McDonald       |
| OI Barcelona 1992.     | Janet Evans       | Hayley Lewis           | Jana Henke           |
| OI Atlanta 1996.       | Brooke Bennett    | Dagmar Hase            | Kirsten Vlieghuis    |
| OI Sydney 2000.        | Brooke Bennett    | Jana Kločkova          | Kaitlin Sandeno      |
| OI Atena 2004.         | Ai Shibata        | Laure Manaudou         | Diana Munz           |
| OI Peking 2008.        | Rebecca Adlington | Alessia Filippi        | Lotte Friis          |
| OI London 2012.        | Katie Ledecky     | Mireia Belmonte García | Rebecca Adlington    |

### Leđni stil

#### 100 m leđno
| Olimpijada             | Zlato               | Srebro               | Bronca            |
| ---------------------- | ------------------- | -------------------- | ----------------- |
| OI Pariz 1924.         | Sybil Bauer         | Phyllis Harding      | Aileen Riggin     |
| OI Amsterdam 1928.     | Marie Braun         | Ellen King           | Margaret Cooper   |
| OI Los Angeles 1932.   | Eleanor Holm        | Phillomena Mealing   | Elizabeth Davies  |
| OI Berlin 1936.        | Nida Senff          | Hendrika Mastenbroek | Alice Bridges     |
| OI London 1948.        | Karen Harup         | Suzanne Zimmermann   | Judy-Joy Davies   |
| OI Helsinki 1952.      | Joan Harrison       | Geertje Wielema      | Jean Stewart      |
| OI Melbourne 1956.     | Judy Grinham        | Carin Cone           | Margaret Edwards  |
| OI Rim 1960.           | Lynn Burke          | Nathalie Steward     | Satoko Tanaka     |
| OI Tokio 1964.         | Cathy Ferguson      | Christine Caron      | Virginia Duenkel  |
| OI Ciudad Mexico 1968. | Kaye Hall           | Elaine Tanner        | Jane Swagerty     |
| OI München 1972.       | Melissa Belote      | Andrea Gyarmati      | Susan Atwood      |
| OI Montreal 1976.      | Ulrike Richter      | Birgit Treiber       | Nancy Garapick    |
| OI Moskva 1980.        | Rica Reinisch       | Ina Kleber           | Petra Riedel      |
| OI Los Angeles 1984.   | Theresa Andrews     | Betsy Mitchell       | Jolanda de Rover  |
| OI Seoul 1988.         | Kristin Otto        | Krisztina Egerszegi  | Cornelia Sirch    |
| OI Barcelona 1992.     | Krisztina Egerszegi | Tünde Szabó          | Lea Loveless      |
| OI Atlanta 1996.       | Beth Botsford       | Whitney Hedgepeth    | Marianne Kriel    |
| OI Sydney 2000.        | Diana Mocanu        | Mai Nakamura         | Nina Živanevskaja |
| OI Atena 2004.         | Natalie Coughlin    | Kirsty Coventry      | Laure Manaudou    |
| OI Peking 2008.        | Natalie Coughlin    | Kirsty Coventry      | Margaret Hoelzer  |
| OI London 2012.        | Missy Franklin      | Emily Seebohm        | Aya Terakawa      |

#### 200 m leđno
| Olimpijada             | Zlato               | Srebro              | Bronca                            |
| ---------------------- | ------------------- | ------------------- | --------------------------------- |
| OI Ciudad Mexico 1968. | Lillian Watson      | Elaine Tanner       | Kaye Hall                         |
| OI München 1972.       | Melissa Belote      | Susan Atwood        | Donna Gurr                        |
| OI Montreal 1976.      | Ulrike Richter      | Birgit Treiber      | Nancy Garapick                    |
| OI Moskva 1980.        | Rica Reinisch       | Cornelia Polit      | Birgit Treiber                    |
| OI Los Angeles 1984.   | Jolanda de Rover    | Amy White           | Aneta Patrascoiu                  |
| OI Seoul 1988.         | Krisztina Egerszegi | Katrin Zimmermann   | Cornelia Sirch                    |
| OI Barcelona 1992.     | Krisztina Egerszegi | Dagmar Hase         | Nicole Stevenson                  |
| OI Atlanta 1996.       | Krisztina Egerszegi | Whitney Hedgepeth   | Cathleen Rund                     |
| OI Sydney 2000.        | Diana Mocanu        | Roxana Mărăcineanu  | Miki Nakao                        |
| OI Atena 2004.         | Kirsty Coventry     | Stanislawa Komarowa | Antje Buschschulte Reiko Nakamura |
| OI Peking 2008.        | Kirsty Coventry     | Margaret Hoelzer    | Reiko Nakamura                    |
| OI London 2012.        | Missy Franklin      | Anastasia Zuyeva    | Elizabeth Beisel                  |

### Prsni stil

#### 100 m prsno
| Olimpijada             | Zlato              | Srebro                 | Bronca             |
| ---------------------- | ------------------ | ---------------------- | ------------------ |
| OI Ciudad Mexico 1968. | Đurđica Bjedov     | Galina Prozumenščikova | Sharon Wichman     |
| OI München 1972.       | Catherine Carr     | Galina Prozumenščikova | Beverley Whitfield |
| OI Montreal 1976.      | Hannelore Anke     | Ljubov Rusanova        | Marina Koševaja    |
| OI Moskva 1980.        | Ute Geweniger      | Elwira Vasilkova       | Susanne Nielsson   |
| OI Los Angeles 1984.   | Petra van Staveren | Anne Ottenbrite        | Catherine Poirot   |
| OI Seoul 1988.         | Tanja Dangalakova  | Antoaneta Frenkeva     | Silke Hörner       |
| OI Barcelona 1992.     | Jelena Rudkovskaja | Anita Nall             | Samantha Riley     |
| OI Atlanta 1996.       | Penelope Heyns     | Amanda Beard           | Samantha Riley     |
| OI Sydney 2000.        | Megan Quann        | Leisel Jones           | Penelope Heyns     |
| OI Atena 2004.         | Luo Xuejuan        | Brooke Hanson          | Leisel Jones       |
| OI Peking 2008.        | Leisel Jones       | Rebecca Soni           | Mirna Jukić        |
| OI London 2012.        | Rūta Meilutytė     | Rebecca Soni           | Satomi Suzuki      |

#### 200 m prsno
| Olimpijada             | Zlato                  | Srebro             | Bronca                 |
| ---------------------- | ---------------------- | ------------------ | ---------------------- |
| OI Pariz 1924.         | Lucy Morton            | Agnes Geraghty     | Gladys Carson          |
| OI Amsterdam 1928.     | Hilde Schrader         | Mietje Baron       | Charlotte Mühe         |
| OI Los Angeles 1932.   | Clare Dennis           | Hideko Maehata     | Else Jacobsen          |
| OI Berlin 1936.        | Hideko Maehata         | Martha Genenger    | Inge Sørensen          |
| OI London 1948.        | Petronella van Vliet   | Beatrice Lyons     | Éva Novák              |
| OI Helsinki 1952.      | Éva Székely            | Éva Novák          | Elenor Gordon          |
| OI Melbourne 1956.     | Ursula Happe           | Éva Székely        | Eva-Maria ten Elsen    |
| OI Rim 1960.           | Anita Lonsbrough       | Wiltrud Urselmann  | Barbara Göbel          |
| OI Tokio 1964.         | Galina Prozumenščikova | Claudia Kolb       | Swetlana Babanina      |
| OI Ciudad Mexico 1968. | Sharon Wichman         | Đurđica Bjedov     | Galina Prozumenščikova |
| OI München 1972.       | Beverley Whitfield     | Dana Schoenfield   | Galina Prozumenščikova |
| OI Montreal 1976.      | Marina Koschewaja      | Marina Jurchenia   | Ljubow Rusanowa        |
| OI Moskva 1980.        | Lina Kačiušytė         | Swetlana Warganowa | Julia Bogdanowa        |
| OI Los Angeles 1984.   | Anne Ottenbrite        | Susan Rapp         | Ingrid Lempereur       |
| OI Seoul 1988.         | Silke Hörner           | Huang Xiaomin      | Antoaneta Frenkeva     |
| OI Barcelona 1992.     | Kyōko Iwasaki          | Li Lin             | Anita Nall             |
| OI Atlanta 1996.       | Penelope Heyns         | Amanda Beard       | Ágnes Kovács           |
| OI Sydney 2000.        | Ágnes Kovács           | Kristy Kowal       | Amanda Beard           |
| OI Atena 2004.         | Amanda Beard           | Leisel Jones       | Anne Poleska           |
| OI Peking 2008.        | Rebecca Soni           | Leisel Jones       | Sara Nordenstam        |
| OI London 2012.        | Rebecca Soni           | Satomi Suzuki      | Yuliya Yefimova        |

### Leptir stil

#### 100 m leptir
| Olimpijada             | Zlato              | Srebro                    | Bronca              |
| ---------------------- | ------------------ | ------------------------- | ------------------- |
| OI Melbourne 1956.     | Shelley Mann       | Nancy Ramey               | Mary Sears          |
| OI Rim 1960.           | Carolyn Schuler    | Marianne Heemskerk        | Janice Andrew       |
| OI Tokio 1964.         | Sharon Stouder     | Ada Kok                   | Kathleen Ellis      |
| OI Ciudad Mexico 1968. | Lynette McClements | Ellie Daniel              | Susan Shields       |
| OI München 1972.       | Mayumi Aoki        | Roswitha Beier            | Andrea Gyarmati     |
| OI Montreal 1976.      | Kornelia Ender     | Andrea Pollack            | Wendy Boglioli      |
| OI Moskva 1980.        | Caren Metschuck    | Andrea Pollack            | Christiane Knacke   |
| OI Los Angeles 1984.   | Mary T. Meagher    | Jenna Johnson             | Karin Seick         |
| OI Seoul 1988.         | Kristin Otto       | Birte Weigang             | Hong Qian           |
| OI Barcelona 1992.     | Hong Qian          | Christine Ahmann-Leighton | Catherine Plewinski |
| OI Atlanta 1996.       | Amy van Dyken      | Liu Limin                 | Angel Martino       |
| OI Sydney 2000.        | Inge de Bruijn     | Martina Moravcová         | Dara Torres         |
| OI Atena 2004.         | Petria Thomas      | Otylia Jędrzejczak        | Inge de Bruijn      |
| OI Peking 2008.        | Lisbeth Trickett   | Christine Magnuson        | Jessicah Schipper   |
| OI London 2012.        | Dana Vollmer       | Lu Ying                   | Alicia Coutts       |

#### 200 m leptir
| Olimpijada             | Zlato              | Srebro                 | Bronca            |
| ---------------------- | ------------------ | ---------------------- | ----------------- |
| OI Ciudad Mexico 1968. | Ada Kok            | Helga Lindner          | Ellie Daniel      |
| OI München 1972.       | Karen Moe          | Lynn Colella           | Ellie Daniel      |
| OI Montreal 1976.      | Andrea Pollack     | Ulrike Tauber          | Rosemarie Kother  |
| OI Moskva 1980.        | Ines Geißler       | Sybille Schönrock      | Michelle Ford     |
| OI Los Angeles 1984.   | Mary T. Meagher    | Karen Phillips         | Ina Beyermann     |
| OI Seoul 1988.         | Kathleen Nord      | Birte Weigang          | Mary T. Meagher   |
| OI Barcelona 1992.     | Summer Sanders     | Wang Xiaohong          | Susie O’Neill     |
| OI Atlanta 1996.       | Susie O’Neill      | Petria Thomas          | Michelle Smith    |
| OI Sydney 2000.        | Misty Hyman        | Susie O’Neill          | Petria Thomas     |
| OI Atena 2004.         | Otylia Jędrzejczak | Petria Thomas          | Yuko Nakanishi    |
| OI Peking 2008.        | Liu Zige           | Jiao Liuyang           | Jessicah Schipper |
| OI London 2012.        | Jiao Liuyang       | Mireia Belmonte García | Natsumi Hoshi     |

### Mješovito pojedinačno

#### 200 m mješovito
| Olimpijada             | Zlato          | Srebro             | Bronca            |
| ---------------------- | -------------- | ------------------ | ----------------- |
| OI Ciudad Mexico 1968. | Claudia Kolb   | Susan Pedersen     | Jan Henne         |
| OI München 1972.       | Shane Gould    | Kornelia Ender     | Lynn Vidali       |
| OI Los Angeles 1984.   | Tracy Caulkins | Nancy Hogshead     | Michele Pearson   |
| OI Seoul 1988.         | Daniela Hunger | Jelena Dendeberowa | Noemi Lung        |
| OI Barcelona 1992.     | Li Lin         | Summer Sanders     | Daniela Hunger    |
| OI Atlanta 1996.       | Michelle Smith | Marianne Limpert   | Li Lin            |
| OI Sydney 2000.        | Jana Kločkova  | Beatrice Căslaru   | Cristina Teuscher |
| OI Atena 2004.         | Jana Kločkova  | Amanda Beard       | Kirsty Coventry   |
| OI Peking 2008.        | Stephanie Rice | Kirsty Coventry    | Natalie Coughlin  |
| OI London 2012.        | Ye Shiwen      | Alicia Coutts      | Caitlin Leverenz  |

#### 400 m mješovito
| Olimpijada             | Zlato               | Srebro           | Bronca              |
| ---------------------- | ------------------- | ---------------- | ------------------- |
| OI Tokio 1964.         | Donna de Varona     | Sharon Finneran  | Martha Randall      |
| OI Ciudad Mexico 1968. | Claudia Kolb        | Lynette Vidali   | Sabine Steinbach    |
| OI München 1972.       | Gail Neall          | Leslie Cliff     | Novella Calligaris  |
| OI Montreal 1976.      | Ulrike Tauber       | Cheryl Gibson    | Rebecca Smith       |
| OI Moskva 1980.        | Petra Schneider     | Sharon Davies    | Agnieszka Czopek    |
| OI Los Angeles 1984.   | Tracy Caulkins      | Suzanne Landells | Petra Zindler       |
| OI Seoul 1988.         | Janet Evans         | Noemi Lung       | Daniela Hunger      |
| OI Barcelona 1992.     | Krisztina Egerszegi | Li Lin           | Summer Sanders      |
| OI Atlanta 1996.       | Michelle Smith      | Allison Wagner   | Krisztina Egerszegi |
| OI Sydney 2000.        | Jana Kločkova       | Yasuko Tajima    | Beatrice Căslaru    |
| OI Atena 2004.         | Jana Kločkova       | Kaitlin Sandeno  | Georgina Bardach    |
| OI Peking 2008.        | Stephanie Rice      | Kirsty Coventry  | Katie Hoff          |
| OI London 2012.        | Ye Shiwen           | Elizabeth Beisel | Li Xuanxu           |

### Duge staze

#### 10 km maraton
| Olimpijada      | Zlato           | Srebro          | Bronca           |
| --------------- | --------------- | --------------- | ---------------- |
| OI Peking 2008. | Larisa Ilchenko | Keri-Anne Payne | Cassandra Patten |
| OI London 2012. | Éva Risztov     | Haley Anderson  | Martina Grimaldi |

### Ekipno - štafete

#### 4 x 100 m slobodno
| Olimpijada             | Zlato | Srebro | Bronca |
| ---------------------- | --- | --- | --- |
| OI Stockholm 1912.     | SAD Isabella Moore Jennie Fletcher Annie Speirs Irene Steer                                                                           | Njemačko Carstvo Waltraud Dressel Louise Otto Hermine Stindt Grete Rosenberg                                                     | Habsburška Monarhija Margarete Adler Klara Milch Josephine Sticker Bertha Zahourek                                                  |
| OI Antwerpen 1920.     | SAD Margaret Woodbridge Frances Schroth Irene Guest Ethelda Bleibtrey                                                                 | Ujedinjeno Kraljevstvo Hilda James Constance Jeans Charlotte Radcliffe Grace MacKenzie                                           | Švedska Aina Berg Emy Machnow Karin Nilsson Jane Gylling                                                                            |
| OI Pariz 1924.         | SAD Euphrasia Donnelly Gertrude Ederle Ethel Lackie Martha Norelius Im Vorlauf: Helen Wainwright, Mariechen Wehselau                  | Ujedinjeno Kraljevstvo Florence Barker P. Gant J. Hatch Constance Jeans Im Vorlauf: Grace MacKenzie, Vera Tanner                 | Švedska Aina Berg Gurli Ewerlund Jane Gylling Wivan Pettersson Im Vorlauf: Hjördis Töpel                                            |
| OI Amsterdam 1928.     | SAD Adelaide Lambert Albina Osipowich Eleanor Saville Martha Norelius                                                                 | Ujedinjeno Kraljevstvo Margaret Cooper Vera Tanner Sarah Stewart Ellen King                                                      | JAR Rhoda Rennie Frederica van der Goes Marie Redford Kathleen Russell                                                              |
| OI Los Angeles 1932.   | SAD Helen Johns Eleanor Saville Josephine McKim Helene Madison                                                                        | Nizozemska Willy den Ouden Maria Oversloot Cornelia Laddé Maria Vierdag                                                          | Ujedinjeno Kraljevstvo Margaret Cooper Elizabeth Davies Edna Hughes Helen Varcoe                                                    |
| OI Berlin 1936.        | Nizozemska Johanna Selbach Catharina Wagner Willy den Ouden Hendrika Mastenbroek                                                      | Njemačka Ruth Halbsguth Maria Lohmar Ingeborg Schmitz Gisela Arendt                                                              | SAD Katherine Rawls Bernice Lapp Mavis Freeman Olive McKean                                                                         |
| OI London 1948.        | SAD Marie Louise Corridon Thelma Kalama Brenda Helser Ann Curtis                                                                      | Danska Eva Riise Karen Harup Greta Andersen Fritze Carstensen                                                                    | Nizozemska Irma Schumacher Margot Marsman Marie-Louise Linssen Johanna Termeulen                                                    |
| OI Helsinki 1952.      | Mađarska Ilona Novák Judit Temes Éva Novák Katalin Szőke                                                                              | Nizozemska Marie-Louise Linssen Cornelia van Voorn Johanna Termeulen Irma Schumacher                                             | SAD Jacqueline La Vine Mary Louise Stepan Joan Alderson-Rosazza Evelyn Kawamoto                                                     |
| OI Melbourne 1956.     | Australija Dawn Fraser Faith Leech Sandra Morgan Lorraine Crapp                                                                       | SAD Sylvia Ruuska Shelley Mann Nancy Simons Joan Alderson-Rosazza                                                                | JAR Natalie Myburgh Susan Roberts Moira Abernethy Jeanette Myburgh                                                                  |
| OI Rim 1960.           | SAD Joan Spillane Shirley Stobs Carolyn Wood Christina von Saltza                                                                     | Australija Dawn Fraser Ilsa Konrads Lorraine Crapp Alva Colouhoun                                                                | Njemačka Christel Steffin Heidi Pechstein Gisela Weiss Ursel Brunner                                                                |
| OI Tokio 1964.         | SAD Sharon Stouder Donna de Varona Lillian Watson Kathleen Ellis                                                                      | Australija Robyn Thorn Janice Murphy Lynette Bell Dawn Fraser                                                                    | Nizozemska Paulina van der Wildt Catharina Beumer Wilhelmina van Weerdenburg Erica Terpstra                                         |
| OI Ciudad Mexico 1968. | SAD Jane Barkman Linda Gustavson Susan Pedersen Jan Henne                                                                             | Njemačka Demokratska Republika Gabriele Wetzko Roswitha Krause Uta Schmuck Gabriele Perthes                                      | Kanada Angela Coughlaw Marilyn Corson Elaine Tanner Marion Lay                                                                      |
| OI München 1972.       | SAD Sandra Neilson Jennifer Kemp Jane Barkman Shirley Babashoff                                                                       | Njemačka Demokratska Republika Gabriele Wetzko Andrea Eife Elke Sehmisch Kornelia Ender                                          | Njemačka Jutta Weber Heidemarie Reineck Gudrun Beckmann Angela Steinbach                                                            |
| OI Montreal 1976.      | SAD Kim Peyton Wendy Boglioli Gillian Sterkel Shirley Babashoff                                                                       | Njemačka Demokratska Republika Kornelia Ender Petra Priemer Andrea Pollack Claudia Hempel                                        | Kanada Gail Amundrud Barbara Clark Rebecca Smith Anne Jardin                                                                        |
| OI Moskva 1980.        | Njemačka Demokratska Republika Barbara Krause Caren Metschuck Ines Diers Sarina Hülsenbeck                                            | Švedska Carina Ljungdahl Tina Gustafsson Agneta Martensson Agneta Eriksson                                                       | Nizozemska Conny van Bentum Wilma van Velsen Regina de Jong Annelies Maas                                                           |
| OI Los Angeles 1984.   | SAD Jenna Johnson Carrie Steinseifer Dara Torres Nancy Hogshead                                                                       | Nizozemska Annemarie Verstappen Elles Voskes Desi Reijers Conny van Bentum                                                       | Njemačka Iris Zscherpe Susanne Schuster Christiane Pielke Karin Seick                                                               |
| OI Seoul 1988.         | Njemačka Demokratska Republika Kristin Otto Katrin Meißner Daniela Hunger Manuela Stellmach                                           | Nizozemska Marianne Muis Mildred Muis Conny van Bentum Karin Brienesse                                                           | SAD Mary Wayte Mitzi Kremer Laura Walker Dara Torres                                                                                |
| OI Barcelona 1992.     | SAD Nicole Haislett Angel Martino Jenny Thompson Dara Torres U kvalifikacijama: Ashley Tappin, Christine Ahmann-Leighton              | NR Kina Yong Zhuang Lu Bin Yang Wenyi Le Jingyi U kvalifikacijama: Kun Shao                                                      | Njemačka Franziska van Almsick Daniela Hunger Simone Osygus Manuela Stellmach U kvalifikacijama: Kerstin Kielgaß, Annette Hadding   |
| OI Atlanta 1996.       | SAD Angel Martino Amy van Dyken Catherine Fox Jenny Thompson U kvalifikacijama: Lisa Jacob, Melanie Valerio                           | NR Kina Le Jingyi Na Chao Yun Nian Shan Ying                                                                                     | Njemačka Sandra Völker Simone Osygus Antje Buschschulte Franziska van Almsick U kvalifikacijama: Meike Freitag                      |
| OI Sydney 2000.        | SAD Amy van Dyken Dara Torres Courtney Shealy Jenny Thompson U kvalifikacijama: Erin Phenix, Ashley Tappin                            | Nizozemska Manon van Rooijen Wilma van Rijn Thamar Henneken Inge de Bruijn U kvalifikacijama: Chantal Groot                      | Švedska Louise Jöhncke Therese Alshammar Johanna Sjöberg Anna-Karin Kammerling U kvalifikacijama: Josefin Lilhage, Malin Swahnström |
| OI Atena 2004.         | Australija Alice Mills Lisbeth Lenton Petria Thomas Jodie Henry U kvalifikacijama: Sarah Ryan                                         | SAD Kara Lynn Joyce Natalie Coughlin Amanda Weir Jenny Thompson U kvalifikacijama: Colleen Lanne, Maritza Correia, Lindsay Benko | Nizozemska Chantal Groot Inge Dekker Marleen Veldhuis Inge de Bruijn U kvalifikacijama: Annabel Kosten                              |
| OI Peking 2008.        | Nizozemska Inge Dekker Ranomi Kromowidjojo Femke Heemskerk Marleen Veldhuis U kvalifikacijama: Hinkelien Schreuder, Manon van Rooijen | SAD Natalie Coughlin Lacey Nymeyer Kara Lynn Joyce Dara Torres U kvalifikacijama: Julia Smit, Emily Silver                       | Australija Cate Campbell Alice Mills Melanie Schlanger Lisbeth Trickett U kvalifikacijama: Shayne Reese                             |

#### 4 x 200 m slobodno
| Olimpijada       | Zlato | Srebro | Bronca |
| ---------------- | --- | --- | --- |
| OI Atlanta 1996. | SAD Trina Jackson Cristina Teuscher Sheila Taormina Jenny Thompson U kvalifikacijama: Lisa Jacob, Annette Salmeen, Ashley Whitney | Njemačka Franziska van Almsick Kerstin Kielgaß Anke Scholz Dagmar Hase U kvalifikacijama: Meike Freitag, Simone Osygus | Australija Julia Greville Nicole Stevenson Emma Johnson Susie O’Neill U kvalifikacijama: Lisa Mackie                             |
| OI Sydney 2000.  | SAD Samantha Arsenault Diana Munz Lindsay Benko Jenny Thompson U kvalifikacijama: Julia Stowers, Kim Black                        | Australija Susie O’Neill Giaan Rooney Kirsten Thomson Petria Thomas U kvalifikacijama: Jacinta van Lint, Elka Graham   | Njemačka Franziska van Almsick Antje Buschschulte Sara Harstick Kerstin Kielgaß U kvalifikacijama: Meike Freitag, Britta Steffen |
| OI Atena 2004.   | SAD Natalie Coughlin Carly Piper Dana Vollmer Kaitlin Sandeno U kvalifikacijama: Lindsay Benko, Rhi Jeffrey, Rachel Komisarz      | NR Kina Zhu Yingwen Xu Yanwei Yang Yu Pang Jiaying U kvalifikacijama: Li Ji                                            | Njemačka Franziska van Almsick Petra Dallmann Antje Buschschulte Hannah Stockbauer U kvalifikacijama: Janina Götz, Sara Harstick |
| OI Peking 2008.  | Australija Stephanie Rice Bronte Barratt Kylie Palmer Linda Mackenzie                                                             | NR Kina Yang Yu Zhu Quianwei Tan Miao Jiaying Pao                                                                      | SAD Allison Schmitt Natalie Coughlin Caroline Burckle Katie Hoff                                                                 |

#### 4 x 100 m mješovito
| Olimpijada             | Zlato | Srebro | Bronca |
| ---------------------- | --- | --- | --- |
| OI Rim 1960.           | SAD Lynn Burke Patricia Kempner Carolyn Schuler Christina von Saltza                                                                                      | Australija Maryleen Wilson Rosemary Lassig Janice Andrew Dawn Fraser                                                                        | Njemačka Ingrid Schmidt Ursula Küper Bärbel Fuhrmann Ursel Brunner                                                                  |
| OI Tokio 1964.         | SAD Cathy Ferguson Cynthia Goyette Sharon Stouder Kathleen Ellis                                                                                          | Nizozemska Kornelia Winkel Clena Bimolt Ada Kok Erica Terpstra                                                                              | SSSR Tatjana Saweljewa Swetlana Babanina Tatjana Dewjatowa Natalja Ustinowa                                                         |
| OI Ciudad Mexico 1968. | SAD Kaye Hall Catherine Ball Ellie Daniel Susan Pedersen                                                                                                  | Australija Lynne Watson Judy Playfair Lynette McClements Janet Steinbeck                                                                    | Njemačka Angelika Kraus Uta Frommater Heike Hustede Heidemarie Reineck                                                              |
| OI München 1972.       | SAD Melissa Belote Catherine Carr Deena Deardruff Sandra Neilson                                                                                          | Njemačka Demokratska Republika Christine Herbst Renate Vogel Roswitha Beier Kornelia Ender                                                  | Njemačka Silke Pielen Verena Eberle Gudrun Beckmann Heidemarie Reineck                                                              |
| OI Montreal 1976.      | Njemačka Demokratska Republika Ulrike Richter Hannelore Anke Andrea Pollack Kornelia Ender                                                                | SAD Linda Jezek Laura Siering Camille Wright Shirley Babashoff                                                                              | Kanada Susan Sloan Robin Corsiglia Wendy Hogg Anne Jardin                                                                           |
| OI Moskva 1980.        | Njemačka Demokratska Republika Rica Reinisch Ute Geweniger Andrea Pollack Caren Metschuck                                                                 | Ujedinjeno Kraljevstvo Helen Jameson Margaret Kelly-Hohmann Ann Osgerby June Croft                                                          | SSSR Jelena Kruglowa Elwira Wassilkowa Alla Grischtschenkowa Natalia Strunnikowa                                                    |
| OI Los Angeles 1984.   | SAD Theresa Andrews Tracy Caulkins Mary T. Meagher Nancy Hogshead                                                                                         | Njemačka Svenja Schlicht Ute Hasse Ina Beyermann Karin Seick                                                                                | Kanada Reema Abdo Anne Ottenbrite Michelle MacPherson Pamela Rai                                                                    |
| OI Seoul 1988.         | Njemačka Demokratska Republika Kristin Otto Silke Hörner Birte Weigang Katrin Meißner                                                                     | SAD Beth Barr Tracey McFarlane Janet Jorgensen Mary Wayte                                                                                   | Kanada Lori Melien Allison Higson Jane Kerr Andrea Nugent                                                                           |
| OI Barcelona 1992.     | SAD Christine Ahmann-Leighton Lea Loveless Anita Nall Jenny Thompson U kvalifikacijama: Elizabeth Wagstaff, Megan Kleine, Summer Sanders, Nicole Haislett | Njemačka Franziska van Almsick Jana Dörries Dagmar Hase Daniela Hunger U kvalifikacijama: Daniela Brendel, Bettina Ustrowski, Simone Osygus | Ujedinjeni tim Nina Živanevskaja Olga Kiritschenko Natalia Meschtscherjakowa Jelena Rudkowskaja U kvalifikacijama: Jelena Tschubina |
| OI Atlanta 1996.       | SAD Beth Botsford Amanda Beard Angel Martino Amy van Dyken U kvalifikacijama: Catherine Fox, Whitney Hedgepeth, Kristine Quance, Jenny Thompson           | Australija Nicole Stevenson Samantha Riley Susie O’Neill Sarah Ryan Helen Denman, Angela Kennedy                                            | NR Kina Chen Yan Han Xue Cai Huijue Shan Ying                                                                                       |
| OI Sydney 2000.        | SAD Barbara Bedford Megan Quann Jenny Thompson Dara Torres U kvalifikacijama: Courtney Shealy, Ashley Tappin, Amy van Dyken, Staciana Stitts              | Australija Dyana Calub Leisel Jones Petria Thomas Susie O’Neill U kvalifikacijama: Giaan Rooney, Tarnee White, Sarah Ryan                   | Japan Mai Nakamura Masami Tanaka Junko Onishi Sumika Minamoto                                                                       |
| OI Atena 2004.         | Australija Giaan Rooney Leisel Jones Petria Thomas Jodie Henry U kvalifikacijama: Brooke Hanson, Jessicah Schipper, Alice Mills                           | SAD Natalie Coughlin Amanda Beard Jenny Thompson Kara Lynn Joyce U kvalifikacijama: Haley Cope, Tara Kirk, Rachel Komisarz, Amanda Weir     | Njemačka Antje Buschschulte Sarah Poewe Franziska van Almsick Daniela Götz                                                          |
| OI Peking 2008.        | Australija Emily Seebohm Leisel Jones Jessicah Schipper Lisbeth Trickett                                                                                  | SAD Natalie Coughlin Rebecca Soni Christine Magnuson Dara Torres                                                                            | NR Kina Zhao Jing Sun Ye Zhou Yafei Pang Jiaying                                                                                    |

## Natjecanja koja se više ne održavaju

### 300 m slobodno
| Olimpijada         | Zlato             | Srebro              | Bronca          |
| ------------------ | ----------------- | ------------------- | --------------- |
| OI Stockholm 1912. | Ethelda Bleibtrey | Margaret Woodbridge | Frances Schroth |